# Gyalui egyezmény
A gyalui egyezményt 1541. december 29-én kötötte meg Martinuzzi (Fráter) György barát, váradi püspök, Izabella magyar anyakirálynénak, Erdély kormányzójának teljhatalmú megbízottja, és Serédy Gáspár felvidéki főkapitány, Habsburg Ferdinánd osztrák uralkodó főherceg és magyar király megbízottja, az erdélyi Gyalu várában. A szerződés értelmében György barát hozzájárult ahhoz, hogy a Magyar Királyság keleti fele, Szapolyai János Zsigmond országrésze Habsburg uralom alá kerüljön. Cserében György barát kikötötte, hogy a császári hadak foglalják vissza Buda várát a töröktől.
A gyalui egyezményt, akárcsak az 1538-as váradi békeszerződést, sohasem hajtották végre. A Habsburg birodalmi csapatok 1542-ben súlyos kudarcot vallottak az oszmánokkal szemben, 1542 decemberében Erdély rendjei érvénytelennek mondták ki a gyalui egyezményt, és adófizetést vállalva inkább behódoltak a szultánnak.

## Előzmények
A mohácsi csata utáni évtizedben belháború folyt Magyarországon a két király, Szapolyai János és Habsburg Ferdinánd között. Szapolyai 1540-ben elhunyt, hívei az ő csecsemőkorú fiát, János Zsigmondot választották királlyá. Habsburg Ferdinánd hadai 1541 tavaszán Roggendorf tábornok vezetésével ostrom alá vették Buda várát, amelyet Szapolyai hívei, Fráter György, Török Bálint és Petrovics Péter védelmeztek. A védők támogatására júliusban megérkezett Szulejmán szultán hadereje, az ostromló hadak elvonultak. Augusztus 29-én a szultán találkozóra hívta táborába a Szapolyai-párti vezetőket, Török Bálintot fogságba ejtette, a janicsárok csellel hatalmukba kerítették a várat. A szultán a magyar királyi udvartartást, a Szent Koronával együtt Lippára, majd Gyulafehérvárra költöztette. A csecsemőkorú János Zsigmondnak adta Erdélyt, nevében nagykorúságáig anyja, Izabella anyakirályné és Fráter György kincstartó irányíthatta az országrészt, ezért éves adót fizettek a szultánnak.

## A szerződés előkészítése
Buda elvesztése Fráter György törökbarát politikájának teljes kudarcát jelentette. Ezt felismerve György barát új politikai irányba fordult.
1541. október 18-án Fráter György összehívta a debreceni országgyűlést, itt csak az erdélyi három nemzet és a tiszántúli rendek vettek részt. György barát igyekezett velük elfogadtatni, hogy Erdély és Partium török függőségben, II. János királysága alatt éljen. Itt merült fel először egy korlátozott szuverenitású „Keleti Magyar Királyság” terve.
Ugyanakkor titokban követet küldött Habsburg Ferdinándhoz, amelyben mint „az elhunyt János király végrendeletének végrehajtója” és Erdély helytartója hűségnyilatkozatot tett a Habsburg királynak, és közölte, hogy egyetért az 1538-as váradi békeszerződéssel. Jelezte szándékát, hogy hajlandó lenne tárgyalni Erdély (és minden általa ellenőrzött terület) átadásáról a Magyarországon ténylegesen uralkodó Habsburg királynak, egyesítve a török hódoltságon kívül eső összes magyar felségterületet.  Ezt a politikai vonalat György barát korábban a legkeményebben üldözte. Izabella anyakirályné Habsburg-párti próbálkozását Buda 1541-es ostromának idején erőszakkal akadályozta meg, Izabella segítőit, az összeesküvésben részt vevő budai polgárokat kivégeztette.
Ferdinánd személyes megbízottjaként 1541 decemberében Serédy Gáspár felvidéki főkapitányt küldte Fráter Györgyhöz. Erdélyben Serédyvel – Izabella özvegy anyakirályné nevében – Statileo János erdélyi püspök, kiváló diplomata, Petrovics Péter temesi gróf és maga György barát tárgyalt. A megegyezés gyorsan létrejött: 1541. december 29-én a Kolozs vármegyei Gyalu község kastélyában, Kolozsvár közelében, a felek megkötötték a gyalui egyezményt.

## A szerződés tartalma
Izabella anyakirályné, Erdély névleges helytartója (csecsemő fia, János Zsigmond nevében) lemondott trónigényéről, érvényesnek ismerte el az elhunyt férje és Ferdinánd által kötött váradi békeszerződést, és az egész országát átadja Habsburg Ferdinándnak. Az ország egésze tehát Ferdinándot illette meg, cserébe a csecsemő János Zsigmond a Ferdinánd-párti országrészben (a Szepességben) fekvő Szapolyai-birtokok után birtok- és vagyonkárpótlást kap. Izabella visszakapja elhunyt férjének szepességi birtokait, ő maga a szepesi várba kívánt költözni.
Ferdinánd a maga részéről kötelezte magát, hogy következő tavasszal legalább 40–50 000 főnyi osztrák–német–magyar sereget küld Buda visszafoglalására. Ferdinánd számára a szerződés révén igen előnyös helyzet állt elő, a kettős királykoronázás miatt kitört belháború az ő javára látszott eldőlni, az ellenkirály képviselői átengedték neki az országot és visszavonultak.
Fráter György a szerződéssel arra akarta késztetni a Habsburgokat, hogy minél nagyobb erőt fordítsanak Magyarország felszabadítására, és váltsák be ígéretüket, melyet Ferdinánd a királlyá koronázáskor tett. Fráter György úgy számított, a Porta függőségében álló keleti országrész számára a szerződés kevés kockázatot rejt. A Habsburgok katonai vállalkozásának kudarca esetén György barát úgy számolt, Szulejmán esetleges bosszúja nem Erdély és a Partium ellen fog irányulni. A gyalui egyezménnyel tehát teljes mértékben kihasználta a „Keleti Királyság” maradék politikai mozgásterét.

## Következmények
Három héttel később, 1542. január 20-án Fráter György a marosvásárhelyi rendi gyűlést úgy tájékoztatta, ő, mint a csecsemő II. János király nevében eljáró kormányzó a szultán akaratát hajtja végre. A gyűlés megszavazta a török fennhatóságot, Fráter Györgyöt Erdély királyi helytartójává választották. György barát 22 tagból álló helytartó tanácsot szervezett (ez lett a későbbi fejedelmi tanács magja). A királynét Lippáról Gyulafehérvárra költöztette. A gyalui szerződés sikerétől függetlenül György barát egy különálló királyság szervezeteit építette.
Ferdinánd 1542. február 11-re Besztercebányára országgyűlést hirdetett. Ő maga ezalatt a speyeri Német-római Birodalmi gyűlés hozzájárulását kérte a nyárra tervezett törökellenes hadjárathoz. A besztercebányai országgyűlés e célra különadó kivetését határozta el. A politikai–katonai helyzet kedvezőnek látszott, Szulejmán budai pasa tavasszal elhunyt, helyettese még nem érkezett meg Budára, a budai török helyőrséget pestis pusztította. A hadjárat szervezése azonban lassan haladt, Buda új török parancsnoka, Bali bég végvárakból és ruméliai helyőrségekből jelentős erősítéseket hozott a várba.
Közben Ferdinánd küldöttei és Izabella képviselője, Fráter György 1542. április 23-án Gyalun újabb szerződésben részletezték a kötelezettségeket: Izabella megkapja Szepes várát összes tartozékaival együtt. A néhány héttel korábban elhunyt Statileo János erdélyi püspökségének jövedelmét György barát Izabella udvartartásának adta, és az özvegynek még évi 12 000 forint évdíjat is biztosított. Izabella, mihelyst Szepes várának birtokába jut, minden magyarországi és erdélyi várát és városát átadja Ferdinándnak. A hatalom átruházásának jeleként kiszolgáltatja a Habsburgoknak a Szent Koronát. Két év határidőn belül pedig Károly császárnak és Zsigmond Ágost lengyel királynak közvetítésével végrehajtják a váradi békeszerződést. Ferdinánd aláírta a békeszerződést, Fráter Györgyöt megerősítette a váradi püspökség és a pécsváradi apátság birtokában.
A Magyarországra érkező német–osztrák birodalmi sereg azonban későn indult meg, egy tapasztalatlan fővezér, II. Joachim brandenburgi választófejedelem parancsnoksága alatt. Szeptember végén érkeztek Pest alá. Megostromolták a gyenge pesti városfalakat, de a török védők visszaverték őket. Az erődített Buda ostromát meg sem kísérelték. Két hét múlva, október 9-én a birodalmi sereg dolgavégezetlenül elvonult.  A zsoldosok seregének negyede került csak vissza hazájába, a többit elpusztították a háborút kísérő járványok, a vérhas, a „magyar pestis (febris hungarica)“, a tábori láz, ekkor lépett fel először.
A kudarc nyilvánvalóvá tette, hogy Ausztria éppen úgy nem tudja megvédeni az országot a töröktől, ahogy Szapolyai János sem tudta. Ezért 1542 decemberében a tordai országgyűlésen az erdélyi rendek felmondták a gyalui egyezséget, vállalták a török protektorátust, és a Portának fizetendő évi 10 000 forint adót. Fráter György pedig – török függőségben – megszervezte az Erdélyi Fejedelemséget. 1543-ban Szulejmán ismét hadjáratot vezetett Magyarországra ellen, hogy a Buda stratégiai védelmét megerősítse. Elfoglalta Siklóst, Pécset, Esztergomot, Tatát és Székesfehérvárt. Ugyanakkor György barát számítása bevált, a gyalui szerződés kitudódása ellenére a török hadjárat valóban elkerülte Erdélyt.